# Hell's Ditch
Albums de The Pogues
Peace and Love
(1989) Waiting for Herb
(1993)
Hell's Ditch est le cinquième album du groupe de folk rock irlandais The Pogues, sorti fin 1990. C'est le dernier enregistré avec Shane MacGowan, qui quitte le groupe l'année suivante en raison de problèmes d'alcool et de drogue.

## Titres
1. Sunny Side of the Street (Shane MacGowan, Jem Finer) – 2:44
2. Sayonara (MacGowan) – 3:07
3. The Ghost of a Smile (MacGowan) – 2:58
4. Hell's Ditch (MacGowan, Finer) – 3:03
5. Lorca's Novena (MacGowan) – 4:40
6. Summer in Siam (MacGowan) – 4:06
7. Rain Street (MacGowan) – 4:00
8. Rainbow Man (Terry Woods) – 2:46
9. The Wake of the Medusa (Finer) – 3:04
10. House of the Gods (MacGowan) – 3:46
11. 5 Green Queens & Jean (MacGowan, Finer) – 2:35
12. Maidrin Rua (trad.) – 1:47
13. Six to Go (Woods) – 2:58

## Musiciens
- Shane MacGowan : chant
- Jem Finer : banjo, mandola, vielle à roue, saxophone, guitare
- Spider Stacy : tin whistle, harmonica, chant
- James Fearnley : accordéon, piano, guitare, violon, sitar, kalimba
- Terry Woods : mandoline, guitare, cistre, concertina, autoharpe, chant
- Philip Chevron : guitare
- Darryl Hunt : basse
- Andrew Ranken : batterie